# Povilas Verenis
Povilas Verenis (* 29. Juli 1990 in Elektrėnai, Litauische SSR) ist ein litauischer Eishockeyspieler, der seit 2023 erneut bei Energija Elektrėnai in der lettischen Eishockeyliga unter Vertrag steht.

## Karriere
Povilas Verenis begann seine Karriere als Eishockeyspieler in seiner Heimatstadt Elektrėnai beim SC Energija. 2005 wechselte er zum lettischen Spitzenverein HK Liepājas Metalurgs, für den er sowohl in der lettischen Liga, als auch in der belarussischen Extraliga auflief. Nachdem er 2007 mit dem Team lettischer Pokalsieger geworden war, wechselte er für ein Jahr zu den Dover Seawolves in die Vereinigten Staaten. Anschließend kehrte er in seine Heimatstadt zurück und spielte 2008/09 für den SC Energija, mit dem er litauischer Meister wurde. Nach einem Jahr beim HK WMF Sankt Petersburg in der russischen Wysschaja Liga spielte er auch 2010/11 wieder in Elektrėnai, diesmal reichte es jedoch nur zu Platz in der litauischen Eishockeyliga. Von 2011 bis 2013 stand er erneut bei Liepājas Metalurgs auf dem Eis. Nachdem Metalurgs 2013 den Herren-Spielbetrieb aus finanziellen Gründen einstellen musste und sich auf die Jugendarbeit konzentrierte, kehrte Verenis vorübergehend wieder zu seinem Stammverein SC Energija zurück, ehe er im Dezember 2013 zu Gornjak Rudny in die kasachische Meisterschaft wechselte. 2015 wechselte er erneut zum SC Energija in die belarussische Wysschaja Liga. Er wurde aber auch in der litauischen Liga eingesetzt und dort drei weitere Male mit Energija Landesmeister. Nachdem er die Spielzeit 2018/19 beim bayerischen EHC Waldkraiburg verbracht hatte, kehrte er nach Litauen zurück. Dort schloss er sich den Vilnius Hockey Punks an, mit denen er 2022 wiederum litauischer Meister wurde. 2022 wechselte er zu Kaunas City, das als litauischer Verein in der lettischen Liga spielt. 2023 kehrte er zum wiederholten mal zu Energija Elektrėnai zurück, wo er ebenfalls in der lettischen Liga spielt.

### International
Für Litauen nahm Verenis im Juniorenbereich an den U18-Weltmeisterschaften der Division II 2005, 2006, als er Torschützenkönig des Turniers wurde, und 2007 und der Division I 2008 sowie an den U20-Weltmeisterschaften der Division III 2006, der Division II 2007, 2009, als er gemeinsam mit seinem Landsmann Tadas Kumeliauskas bester Vorbereiter und hinter diesem auch zweitbester Scorer und gemeinsam mit dem Japaner Hiromichi Terao auch zweitbester Torschütze des Turniers war und 2010 und der Division I 2008 teil. Gemeinsam mit Tadas Kumeliauskas ist er mit 49 Punkten der Topscorer der litauischen U20-Auswahl.
Im Seniorenbereich stand er im Aufgebot seines Landes bei den Weltmeisterschaften der Division I 2007, 2009, 2010, 2011, 2012, 2016, 2017, 2018, als er gemeinsam mit seinen Landsleuten Arnoldas Bosas und Daniel Bogdziul sowie dem Japaner Hiroto Satō zweitbester Scorer hinter dessen Landsmann Ryō Hashimoto war, 2019 und 2024. Zudem trat er für Litauen bei den Qualifikationsturnieren zu den Olympischen Winterspielen 2014 in Sotschi, 2018 in Pyeongchang und 2022 in Peking an. Auch beim Baltic Cup 2016 stand er im litauischen Aufgebot.

## Erfolge und Auszeichnungen
- 2007 Lettischer Pokalsieger mit dem HK Liepājas Metalurgs
- 2009 Litauischer Meister mit Energija Elektrėnai
- 2022 Litauischer Meister mit Energija Elektrėnai
- 2022 Litauischer Meister mit Energija Elektrėnai
- 2022 Litauischer Meister mit Energija Elektrėnai
- 2022 Litauischer Meister mit den Vilnius Hockey Punks

### International
- 2006 Torschützenkönig bei der U18-Weltmeisterschaft der Division II, Gruppe B
- 2006 Aufstieg in die Division II bei der U20-Weltmeisterschaft der Division III
- 2007 Aufstieg in die Division I bei der U18-Weltmeisterschaft der Division II, Gruppe B
- 2007 Aufstieg in die Division I bei der U20-Weltmeisterschaft der Division II, Gruppe B
- 2009 Bester Vorbereiter bei der U20-Weltmeisterschaft der Division II, Gruppe A
- 2010 Aufstieg in die Division I bei der U20-Weltmeisterschaft der Division II, Gruppe B
- 2018 Aufstieg in die Division I, Gruppe A, bei der Weltmeisterschaft der Division I, Gruppe B

## Statistik
(Stand: Ende der Saison 2023/24)